# حارة الفارسي (البريقة)

تعديل مصدري - تعديل

حارة الفارسي هي إحدى حارات حي الفارسي الواقع بمديرية البريقة التابعة لمحافظة عدن، بلغ تعداد سكانها 2205 نسمة حسب تعداد اليمن لعام 2004.